# James Rossiter
James Rossiter (Oxford, Inglaterra, Reino Unido; 25 de agosto de 1983) es un piloto de automovilismo británico. Fue tercer piloto del equipo Super Aguri desde 2006 hasta 2008 y de Force India en 2013.
James estaba ligado al programa de jóvenes pilotos del equipo Honda Racing F1 desde 2004. Participó en algunos tests para el equipo en la temporada 2005 de Fórmula 1, a la vez que participaba en la temporada 2005 de Fórmula 3 Euroseries. En 2006 participaría en las World Series.
En noviembre de 2006, Honda confirmó que Rossiter sería piloto de pruebas y reserva junto al austriaco Christian Klien en la temporada 2007. Habiendo comenzado dicha temporada, el equipo Super Aguri confirmaba su fichaje para ser piloto de pruebas del conjunto japonés junto a Sakon Yamamoto, quien partiría para correr en Spyker F1. 
Tras la salida de la F1 de Honda, se relacionó a Rossiter con US F1 para 2010, aunque dicho equipo no logró entrar en la parrilla. También se lo consideró para entrar en la IndyCar con KV Racing, algo que tampoco se concretó.
Actualmente, Rossiter participa en las Le Mans Series y las 24 Horas de Le Mans.
En la pretemporada de 2013, se incorpora a Force India como piloto de pruebas.

## Resultados

### Campeonato Mundial de Resistencia de la FIA
(Clave) (negrita indica pole position) (cursiva indica vuelta rápida)

| Año     | Escudería             | Clase    | Automóvil                | 1   | 2   | 3   | 4   | 5   | 6   | 7   | 8   | 9   | Pos. | Puntos | Ref.   |
| ------- | --------------------- | -------- | ------------------------ | --- | --- | --- | --- | --- | --- | --- | --- | --- | ---- | ------ | ------ |
| 2012    | Lotus                 | LMP2     | Lola B12/80-Lotus (Judd) | SEB | SPA | LMS | SIL | SÃO | BHR | FUJ | SHA |     | 44.º | 4.5    | [ 6 ]  |
| 2012    | Lotus                 | LMP2     | Lola B12/80-Lotus (Judd) |     | 24  |     | Ret | 13  | 9   | 12  | Ret |     | 44.º | 4.5    | [ 6 ]  |
| 2013    | Lotus                 | LMP2     | Lotus T128-Praga Judd    | SIL | SPA | LMS | SÃO | COA | FUJ | SHA | BHR |     | 25.º | 8      | [ 7 ]  |
| 2013    | Lotus                 | LMP2     | Lotus T128-Praga Judd    |     | 6   | Ret |     |     | 10  |     |     |     | 25.º | 8      | [ 7 ]  |
| 2014    | Lotus                 | LMP1     | CLM P1/01-AER            | SIL | SPA | LMS | COA | FUJ | SHA | BHR | SÃO |     | 25.º | 0.5    | [ 8 ]  |
| 2014    | Lotus                 | LMP1     | CLM P1/01-AER            |     |     |     | 15  | Ret |     |     |     |     | 25.º | 0.5    | [ 8 ]  |
| 2016    | ByKolles Racing Team  | LMP1     | CLM P1/01-AER            | SIL | SPA | LMS | NÜR | MEX | COA | FUJ | SHA | BHR | 24.º | 8.5    | [ 9 ]  |
| 2016    | ByKolles Racing Team  | LMP1     | CLM P1/01-AER            | 14  | 6   |     |     |     |     |     |     |     | 24.º | 8.5    | [ 9 ]  |
| 2017    |                       |          |                          | SIL | SPA | LMS | NÜR | MEX | COA | FUJ | SHA | BHR |      |        |        |
| 2017    | ByKolles Racing Team  | LMP1     | ENSO CLM P1/01-Nismo     | Ret | 6   |     |     |     |     |     |     |     | 29.º | 9      | [ 10 ] |
| 2017    | G-Drive Racing        | LMP2     | Oreca 07-Gibson          |     |     |     |     |     |     | 6   |     |     | 26.º | 8      | [ 11 ] |
| 2018-19 | ByKolles Racing Team  | LMP1     | ENSO CLM P1/01-Nismo     | SPA | LMS | SIL | FUJ | SHA | SEB | SPA | LMS |     | 26.º | 10     | [ 12 ] |
| 2018-19 | ByKolles Racing Team  | LMP1     | ENSO CLM P1/01-Nismo     |     |     |     | 5   | Ret |     |     |     |     | 26.º | 10     | [ 12 ] |
| 2022    | Peugeot TotalEnergies | Hypercar | Peugeot 9X8              | SEB | SPA | LMS | MNZ | FUJ | BHR |     |     |     | -.º  | -      |        |
| 2022    | Peugeot TotalEnergies | Hypercar | Peugeot 9X8              |     |     |     |     |     |     |     |     |     | -.º  | -      |        |